# Памятник обезьянам
Па́мятник обезья́нам — скульптурный монумент обезьянам за их заслуги перед экспериментальной медициной.

## Расположение
Памятник расположен в столице Абхазии Сухуме на горе Трапеция, на территории Научно-исследовательского института экспериментальной патологии и терапии Академии наук Абхазии.

## История создания
Установлен Решением Совета Министров Абхазии в год 50-летнего юбилея питомника обезьян, когда НИИ ЭПиТ был награждён орденом Трудового Красного Знамени, в благодарность обезьяне от человека за победу над полиомиелитом, жёлтой лихорадкой, сыпным тифом, малярией, туберкулёзом и многими другими болезнями. Памятник обезьяне был отлит на Мытищинском заводе художественного литья (МЗХЛ) в Московской области. Весит 1,5 тонны.
Во время Грузино-абхазской войны (1992—1993) памятник был повреждён грузинскими солдатами, обстрелявшими его из автомата. Следы от пуль видны по настоящее время.

## Описание
Примечательно, что на пьедестале оказалось не изображение обезьяны вообще, а скульптура, представляющая собой портрет конкретного старожила питомника, мудрого вожака стада гамадрилов — Муррея. Он изображён сидящим на постаменте, на котором высечены названия болезней человека, изученных и побеждённых благодаря опытам на обезьянах.